# 臭化白金(IV)
臭化白金(IV)（しゅうかはっきん よん、Platinum(IV) bromide）は、化学式が PtBr4 と表される白金の臭化物である。
臭化白金(IV)と臭化金(III)の混合水溶液を濾紙に染み込ませ、未知の試薬を一滴垂らすことにより、セシウムイオンの存在を検査することができる。セシウムイオンが存在する場合は灰色または黒色に変わる。しかし、この反応のメカニズムはいまだに分かっていない。